# José Antonio Campos Barrón
José Antonio Campos Barrón (Guayaquil, 1805 - ibidem, 19 de septiembre de 1884) fue un político ecuatoriano.

## Biografía
Nacido en la ciudad de Guayaquil en 1805 hijo del señor Francisco Campos y Montoya natural de Baba, Administrador de Alcabalas en 1820, y de la señora María Manuela de Jesús Barrón y Ruiz. Se traslada a Quito en cuya Universidad hizo sus estudios de Jurisprudencia Civil y Canónica, después de haber completado los de Filosofía y Humanidades se sometió a prueba y se recibió de Abogado en 1828, ocupó varios cargos importantes como el de Vicerrector del Colegio Seminario de su ciudad natal, Subsecretario del Ayuntamiento, Secretario de la Gobernación del Guayas, Juez Principal del Consulado de Comercio y en varias ocasiones ocupó la Presidencia de la Corte Suprema del Distrito del Guayas y Ministro de la misma así como de la Suprema Corte. También fue Diputado al Congreso de 1835 que eligió a Vicente Rocafuerte como Presidente y en 1861 Subsecretario de lo Interior y Relaciones Exterior.
Casó con la señora María de Jesús Coello y Barrón.  Fue su hijo el político y escritor doctor Francisco Campos Coello. El anticuario guayaquileño Vicente Emilio Molestina Roca lo consideraba su maestro dedicándole su obra "Colección de Antigüedades Literarias".
Un pequeño callejón llevaba su nombre, pero a partir de 1916 año en el que fallece su hijo, pasó a llamarse en honor a él.